# Antonín Stránský (historik)
Antonín Stránský (15. prosince 1896 Praha – 8. května 1945 Praha) byl český historik umění.

## Profesní kariéra
Antonín Stránský byl profesorem na prvním dívčím gymnázu Minerva v Praze. Během 1. světové války zastupoval ředitele tělocvičného ústavu Miroslava Tyrše. Po roce 1918 pracoval v archívu a knihovně prezidia ministerské rady a Ministerstva zahraničních věcí. Působil jako asistent Ústavu pro dějiny umění. V Sofii a Bělehradě přednášel na mezinárodních sjezdech byzantologů. Od roku 1940 pracoval v úřadu pro opatřování rodových dokladů při ministerstvu vnitra. Byl členem Rodopisné společnosti a v letech 1943-1944 spolupracoval při práci na seznamu matrik z Čech a Moravy včetně odtržených krajů a Kladska.
Spolu s dalšími muži byl zastřelen oddíly SS dne 8. května 1945 v 8 hodin ráno před svým domem v ulici Pod Habrovou 16 na Barrandově v Hlubočepích. Je pohřben na hlubočepském hřbitově.